# Juan Enrique Lira
Juan Enrique Lira Vergara (Santiago, 27 de octubre de 1927-12 de marzo de 2007) fue un fotoperiodista chileno, ganador del Premio Nacional de Periodismo en 1987. Asimismo, fue un destacado deportista, siendo campeón de tiro skeet en la especialidad de fosa olímpica en 1965, con lo cual se convirtió en el «primer campeón mundial del deporte chileno».

## Biografía
Sus padres fueron Enrique Lira Urquieta y Olga Vergara. Su primera esposa fue Elvira Matte Valdés, de quien enviudó habiendo tenido 4 hijos. Su segunda esposa fue María Eliana Díaz.
Estudió en Santiago en los Padres Alemanes y en el Saint George's College, y al irse a vivir a Massachusetts, Estados Unidos, siguió la secundaria en el Granwell College. Durante la Segunda Guerra Mundial ingresó al Ejército de los Estados Unidos, pero se retiró a raíz de la detonación de las primeras bombas atómicas. Trabajaría también como técnico en la industria de colorantes en Chile y Estados Unidos. Posteriormente sería socio de la firma Lira y Lobenstein, que abriría la tienda de fotografía "Casa Loben".

## Trayectoria deportiva
Lira fue jugador de hockey sobre hielo, de golf, corredor de autos, ajedrecista y tirador.
En 1965, tras una serie de viajes a Europa y conversaciones con federaciones de la especialidad, consiguió que el Campeonato Mundial de Tiro al Vuelo se realizara ese año en Chile. Durante el evento, el 22 de noviembre, el propio Lira logró ser campeón mundial de tiro al platillo en la modalidad de peana olímpica: de 300 platillos que disparó, logró impactar 292, superando a 68 competidores. Fue el primer título deportivo mundial conseguido por Chile.
A raíz de este triunfo, el presidente Eduardo Frei Montalva le otorgó a Lira la Medalla Bernardo O'Higgins.
En 1982 le fue otorgado por el Círculo de Periodistas Deportivos el premio al "Mejor Antiguo Deportista".

### Títulos
1. Campeón del Mundo de tiro al vuelo en la modalidad peana olímpica, en el Campeonato Mundial de Tiro al Vuelo de 1965.[5]
2. Campeón del Internacional de Tiro Skeet de Buenos Aires, Argentina, 1959.[5]
3. Campeón nacional de golf con handicap en 1947.[5]

### Otros logros
1. Representante chileno en los Juegos Olímpicos de Roma de 1960 y México 1968.[5]
2. Medalla de bronce en el Sudamericano de Caracas, Venezuela, 1965.[5]
3. Medalla de plata en Berna, Suiza, 1965.[5]
4. 15.° lugar en tiro al vuelo en la especialidad de fosa olímpica en los Juegos Olímpicos de Tokio de 1964.[5]
5. 6.° lugar (diploma olímpico) en el tiro skeet en los Juegos Olímpicos de Tokio 1964.[6]
6. Medalla de plata en el Gran Premio de Bélgica (Charleroi) en 1963.[5]

## Trayectoria periodística
Inició su carrera de reportero gráfico en 1948, comenzando como asistente de fotografía en el periódico El Diario Ilustrado, y posteriormente en El Debate. En esa misma época, el presidente Gabriel González Videla le encargó además la realización de dos largometrajes sobre la ciudad de La Serena.
A fines de la década de 1950 asistió a cursos de especialización en fotografía en Estados Unidos, enfocándose en la filmación de cirugías. Filmó más de 40, entre ellas los primeros trasplantes de corazón.
En 1964 organizó la visita a Chile del experto en fotoperiodismo Roger de Piante, quien durante 3 meses instruyó a los reporteros gráficos del diario El Mercurio, el mismo al cual Lira entraría a trabajar al año siguiente y en el que permanecería por 30 años, llegando al cargo de Editor de Fotografía.
Junto a Julio Lanzarotti, creó en la Editorial Lord Cochrane la Revista del Domingo, que desde entonces acompaña a la edición dominical de El Mercurio.
El 11 de septiembre de 1973, luego de la toma del Palacio de La Moneda por las Fuerzas Armadas, se convocó a Lira para que se tomara una fotografía oficial del cadáver del presidente Salvador Allende.
Entre sus más famosas fotos está también la que obtuvo del tenista sueco Björn Borg en 1975, durante su partido contra el chileno Patricio Cornejo por las semifinales interzonales de la Copa Davis en Båstad, Suecia. En la foto se muestra el momento en que la raqueta de Börg se rompe luego de que el sueco respondiera un saque de Cornejo. Otra foto famosa en el ambiente deportivo es la cual inmortalizó a Ramón Cardemil en una gran atajada con su caballo Tabacón durante el Campeonato Nacional de Rodeo de 1973.
Otras fotos destacadas son las del primer trasplante de corazón realizado en Chile por el doctor Jorge Kaplán, o la del navegante Sir Francis Chichester cruzando el Cabo de Hornos.
En 1987, Juan Enrique Lira obtuvo el Premio Nacional de Periodismo, mención fotografía. Se retiró de la fotografía en 1997.
Lira fue también profesor de fotografía médica en la Escuela de Periodismo de la Universidad Católica y en las Escuelas Técnicas Laborantes del Servicio Nacional de Salud.
En sus últimos años debió enfrentar las secuelas de un accidente automovilístico que lo dejó con dificultades para caminar. Falleció en su casa de Vitacura a raíz de una afección respiratoria.